# Parafia Najświętszego Serca Pana Jezusa w Rybnie
Parafia Najświętszego Serca Pana Jezusa w Rybnie – parafia rzymskokatolicka w diecezji toruńskiej, w dekanacie Rybno Pomorskie, z siedzibą w Rybnie.

## Historia
Parafia powstała w 1928 roku.

## Grupy parafialne
- Akcja Katolicka, Żywy Różaniec, Koło Ministranckie, Katolickie Stowarzyszenie Młodzieży, Stowarzyszenie Rodzin Katolickich, Schola liturgiczna, Chór parafialny

## Zasięg parafii
Do parafii należą wierni z miejscowości: Jeglia, Kopaniarze, Kostkowo i Wery.